# Léontine Lippmann
Pour les articles homonymes, voir Lippmann.
Léontine Lippmann, dite madame Arman de Caillavet, née le 14 juin 1844 dans l'ancien 2e arrondissement de Paris et morte le 12 janvier 1910 dans le 8e arrondissement de Paris, est une salonnière française.
Son salon littéraire parisien était très en vue sous la Troisième République. Elle serait l'un des modèles de Madame Verdurin. Elle fut également une proche de l'abbé Mugnier.

## Biographie

### Famille et mariage
Issue d'une famille de banquiers juifs d'origine autrichienne, fille de Frédérike Koenigswarter et d'Auguste Lippmann (1809-1891), Léontine Lippmann épouse en 1868, en la chapelle du palais des Tuileries, en présence de Napoléon III et de l'impératrice, Albert Arman.
Le beau-père de Léontine Lippmann, Lucien Arman, est un armateur bordelais, député de Libourne, proche du couple impérial. Albert Arman fit modifier son nom pour lui adjoindre celui de sa mère, née Caillavet, mais il ne put faire admettre la particule à l'état-civil. Il s'appela donc Arman-Caillavet et se fit appeler Arman de Caillavet par complaisance.
Le frère de Léontine Lippmann, Maurice Lippmann, épouse en 1880 Colette Dumas, fille d'Alexandre Dumas fils.
« M. Arman de Caillavet […] tenait la rubrique du yachting au Figaro ; il affectionnait les croisières à bord de sa Cymbeline : il était passionné des choses de la mer – comme ce M. Arman qui construisait au XIXe siècle des frégates pour l'empereur de Russie et des canonnières pour notre flotte. M. Arman de Caillavet fut aussi à l'origine de la vogue du Cayla, cette plage de la côte landaise ». Les Arman de Caillavet possèdent après le Cymbeline un nouveau yacht, le Mélusine, et ils visitent les côtes de Bretagne, d'Angleterre et de Hollande.
Par la suite, Léontine de Caillavet se passionne pour l'Italie et la Grèce, où elle fait de longues croisières, notamment en 1896, où elle emmène son fils, ainsi qu'Anatole France et Maurice Spronck en Corse, en Sardaigne en Sicile, et le long de la côte occidentale italienne.

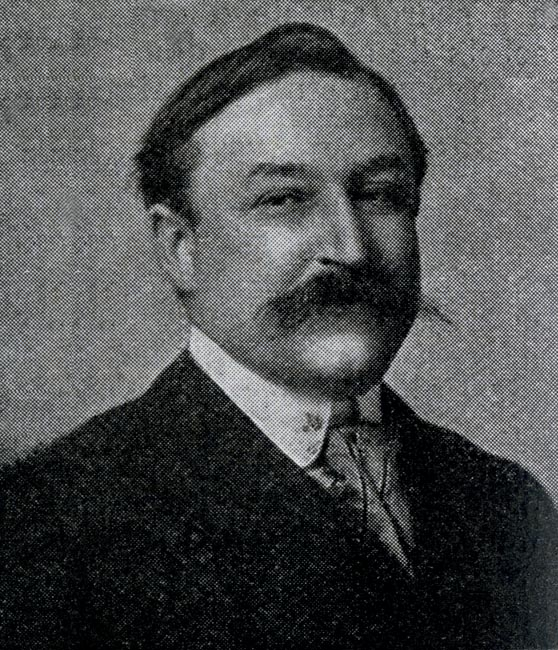
Gaston Arman de Caillavet, fils de Léontine Arman de Caillavet (1869-1915).

Ils ont un fils, l'auteur dramatique Gaston Arman de Caillavet. Les époux ne sont guère fidèles, mais ils ne divorcent pas. Léontine de Caillavet est farouchement républicaine, à l'inverse de son mari.
Belle dans sa jeunesse, avec des yeux bleu clair, des cheveux noirs, un sourire moqueur, elle est intelligente, cultivée, parle quatre langues.

### Salonnière
Léontine de Caillavet fréquente d'abord le salon de Mme Aubernon. C'est sans doute là qu'elle rencontre Anatole France, en 1883.

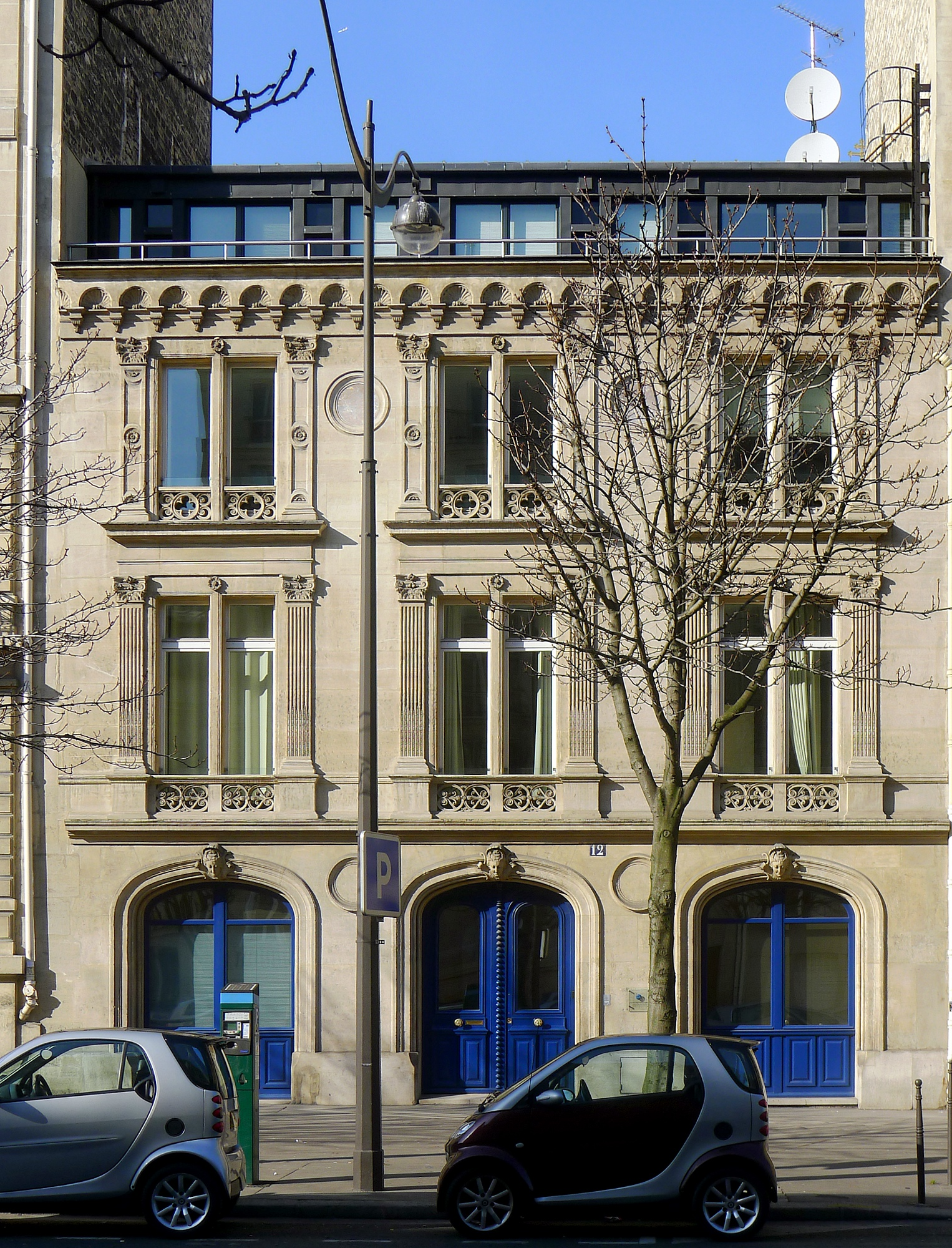
L'hôtel particulier du no 12 avenue Hoche à Paris.

Elle ouvre son propre salon dans son hôtel particulier situé no 12 avenue Hoche près de la place de l'Étoile. 

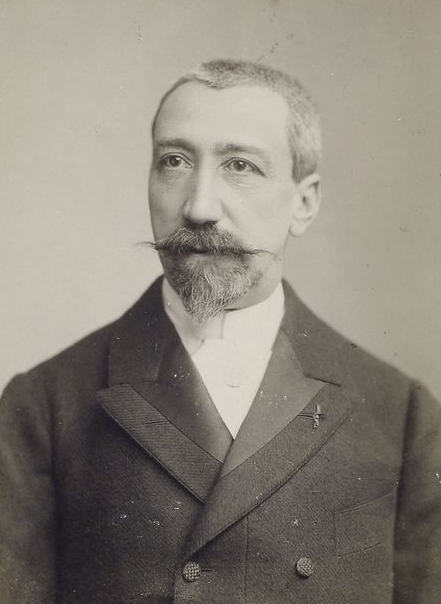
Anatole France, v. 1880.

Assise dans une bergère à droite de la cheminée, devant laquelle se tient Anatole France, elle reçoit le dimanche l'élite intellectuelle, mondaine et politique. Comme Madame Verdurin, elle ne redoutait que les ennuyeux. On y trouve des écrivains, des députés, des avocats, des acteurs ; il n'y a pas particulièrement de membres de l'aristocratie, car Léontine de Caillavet souhaite avant tout un salon littéraire et politique ; seuls en sont exclus les musiciens. On y trouve donc le comte Giuseppe Primoli, Jean-Élie, duc Decazes ; le prince et la princesse Bibesco, le baron et la baronne de Rothschild, Robert de Montesquiou (qui met de nombreuses années avant d'être reçu et de la recevoir), Anna de Noailles, Anatole France, Louis Barthou, Marie et Pierre Curie, Marcel Proust, Leconte de Lisle, J.-H. Rosny aîné, Gabriel Hanotaux, Paul Bourget, Marcel Prévost, Pierre Loti, Maurice Barrès, Marcelle Tinayre, Sarah Bernhardt, la comédienne Réjane, Fernand Gregh, l'abbé Mugnier, le comédien Lucien Guitry et son fils Sacha Guitry, le dramaturge Georges Feydeau, le sculpteur Antoine Bourdelle, le peintre Munkaczy, Hugo Ogetti, le commandant Henri Rivière, Georg Brandes, Jules Lemaître, Guglielmo Ferrero, l'abbé astronome Théophile Moreux, Colette et son premier mari Henry Gauthier-Villars dit Willy, Marcel Schwob, Robert de Flers, Paul de Grunebaum, Charles Rappoport, François Crucy, Michel Corday, Joseph Reinach, Etienne Burnet,  Tristan Bernard, la danseuse Loïe Fuller, Georges Clemenceau, le professeur Samuel Pozzi, le docteur Paul-Louis Couchoud, Aristide Briand, Léon Blum, Jean Jaurès, Léopold Kaher, Pierre Mille, Charles Maurras et Raymond Poincaré.
Le mercredi, Léontine de Caillavet donne des dîners à la conversation dirigée sur le modèle de ceux de Mme Aubernon où l'on trouve Alexandre Dumas fils, l'helléniste Brochard, le professeur Pozzi, Leconte de Lisle, José-Maria de Heredia, Ernest Renan et Anatole France.

### Madame Verdurin
Elle serait l'un des modèles de Madame Verdurin, personnage d'À la recherche du temps perdu de Proust qui est introduit dans son salon en 1889[réf. nécessaire]. Il trouve de nombreuses sources d'inspiration pour ses personnages parmi ses invités[source insuffisante].

### Mort
Léontine de Caillavet prend froid à la fin de l'automne 1909 dans sa propriété de Capian et tombe gravement malade, si malade qu'elle est ramenée chez elle avenue Hoche en janvier 1910 et y meurt le 12, n'ayant qu'à moitié pardonné l'escapade d'Anatole France avec une actrice, qui se plaint égoïstement de ses maux de reins et n'assiste pas à ses derniers moments. Elle le laisse désespéré : « Comment a-t-elle pu m'abandonner ainsi ? ».
Ses obsèques catholiques ont lieu le 14 janvier à Paris à l'église Saint-Philippe-du-Roule, mais elle avait demandé dans ses dernières volontés à être enterrée dans le carré juif du cimetière Montmartre, auprès de ses parents - où son mari et son fils refusèrent de la rejoindre à leur mort. Anatole France, seul dans un coin de l'église, dut subir le regard accusateur de beaucoup de personnes présentes. Il y avait Réjane, Giuseppe Primoli, Georges Clemenceau, etc.

## Vie privée
À partir de 1888, suivent des années d'une liaison passionnée, exclusive, souvent orageuse avec Anatole France car les deux amants sont fort jaloux. Léontine de Caillave inspire Thaïs (1890) et Le Lys rouge (1894). Ils continuent à s'appeler Monsieur et Madame en public. Anatole France prend l'habitude, depuis sa séparation avec sa première épouse en 1891, de déjeuner et de travailler ensuite tous les jours chez Léontine Lippmann. Il est invité aussi à passer un mois d'été dans sa maison de Capian en Gironde.